# Lech Żurkowski
Lech Żurkowski (ur. 4 lutego 1951 w Warszawie) – polski malarz i kaligraf, specjalizuje się w malarstwie tuszowym sumi-e.

## Życiorys i twórczość
Absolwent VI Liceum Ogólnokształcącego im. Tadeusza Reytana w Warszawie (1968). Działał w 1 Warszawskiej Drużynie Harcerskiej im. Romualda Traugutta „Czarna Jedynka”. W 1974 uzyskał dyplom na Wydziale Malarstwa Akademii Sztuk Pięknych w Warszawie u prof. Aleksandra Kobzdeja i prof. Jana Tarasina. W latach 1990–1993 studiował kaligrafię japońską u sensei Manabu Teramoto. Maluje techniką sumi-e od 1990.
Jest autorem wielu wystaw, pokazów i warsztatów. Jego prace można zobaczyć m.in. w Muzeum Narodowym w Warszawie, Krakowie, Poznaniu, Kielcach, w Muzeum Literatury, Muzeum Azji i Pacyfiku, Gabinecie Rycin UW i Muzeum Okręgowym w Toruniu.
Stale współpracuje z Zamkiem Królewskim w Warszawie, Ogrodem Botanicznym UW, Muzeum Azji i Pacyfiku, Muzeum Literatury.

## Wystawy

### Wystawy zbiorowe
- „Polska-Japonia 1991” – Warszawa, Kraków, Tokio, Osaka
- „Mniej Znaczy Więcej” – Biblioteka UW
- Muzeum Pałac w Wilanowie
- Ogród Botaniczny UW
- Muzeum Tatrzańskie, Galeria Władysława Hasiora

### Wystawy indywidualne
- Manggha w Krakowie
- Zamek Królewski w Warszawie
- Muzeum Literatury w Warszawie
- Muzeum Azji i Pacyfiku w Warszawie
- Ogród Botaniczny UW
- Muzeum Okręgowe w Toruniu
- Muzeum Antoniego Rząsy w Zakopanem
- Muzeum Plakatu w Wilanowie